# Us (Regina Spektor)
Us è un singolo della cantante statunitense Regina Spektor, pubblicato nel 2006 ed estratto dall'album Soviet Kitsch.

## Tracce
- Download digitale

1. Us - 4:54